# Quantum Motors
Quantum Motors – boliwijski producent elektrycznych mikrosamochodów, skuterów i rowerów z siedzibą w Cochabamba, działający od 2019 roku.

## Historia
Inicjatywa utworzenia pierwszego w historii boliwijskiej gospodarki przedsiębiorstwa zajmującego się produkcją rodzimej konstrukcji samochodów pojawiła się w 2019 roku, a stał za nią ówczesny prezydent Evo Morales. Zwracając uwagę na duże pokłady litu w Boliwii, które są głównym składnikiem wykorzystywanych w pojazdach elektrycznych akumulatorów litowo-jonowych, koncepcja boliwijskiego samochodu zakładała właśnie taki rodzaj wykorzystanego napędu. 
Na kanwie tej koncepcji powstało przedsiębiorstwo Quantum Motors, którego inauguracja działalności miała miejsce w kwietniu 2019 roku podczas prezentacji autorskiej konstrukcji elektrycznego mikrosamochodu E-Series, którego gama wariantów objęła 4 wersje o różnych rozmiarach akumulatorów, wszystkie dostosowane jednak do specyfiki stromych, wąskich boliwijskich ulic. Produkcja pojazdu rozpoczęła się we wrześniu tego samego roku, początkowo koncentrując się na robudowie sieci dealerskiej w rodzimej Boliwii, by następnie przejść do ekspansji na rynki ościenne. W efekcie w 2020 sprzedaż objęła także Salwador, Paragwaj i Peru, z kolei w 2021 roku zapowiedziano uruchomienie w 2022 roku produkcji boliwijskiego mikrosamochodu także w Meksyku.

## Modele samochodów

### Obecnie produkowane

#### Mikrosamochody
- E-Series

#### Dostawcze
- Duk-E

### Inne
- Z3
- C-Like
- C-Umi
- ZM-01
- EM-215
- M5
- Duk-E